# 布來德索縣 (田納西州)
布來德索县（英語：Bledsoe County）是美國田納西州東部的一個縣。面積1,053平方公里。根据美國2000年人口普查，共有人口12,367人。縣治派克維爾（Pikeville）。
成立於1807年11月30日。縣名可能紀念紀念一位 （或更多）殖民者家族成員。